# Carl Heine (Schriftsteller)
Carl Wilhelm Gotthold Eduard Heine, auch Karl Heine (geboren am 24. Juni 1861 in Halle (Saale); gestorben am 17. März 1927 in Berlin) war ein deutscher Schriftsteller, Theaterregisseur, Dramaturg und Theaterdirektor. Er gilt als einer der frühen Vertreter des Verismus im deutschsprachigen Theater und wird als Pionier der modernen Bühnenregie betrachtet. 

## Leben und Werk
Carl Heine wuchs in Halle (Saale) auf und besuchte dort sowie in Eisleben das Gymnasium. Im September 1883 legte er am Königlichen Gymnasium Rinteln das Abitur ab und studierte anschließend Literaturgeschichte und Deutsche Philologie in Berlin, Bonn und Halle. 1887 promovierte er bei Rudolf Haym mit einer Dissertation über den Schauspieler und Wanderbühnenleiter Johannes Velten.
Seine praktische Theaterlaufbahn begann Heine noch während seines Studiums. Ab 1887 unternahm er mit seiner Schwester Anselma regelmäßige Reisen nach Berlin, wo er am Deutschen Theater unter Otto Brahm die neuesten naturalistischen Inszenierungen von Gerhart Hauptmann, Henrik Ibsen und Arthur Schnitzler verfolgte. Weitere Studien führten ihn nach Breslau und München, dort begegnete er 1887/1888 mehrfach Henrik Ibsen. Diese Begegnungen inspirierten ihn 1895 zur Gründung des „Dr. Carl Heines Ibsen-Theater“ (später „Dr. Heine-Ensemble“), für dessen Tournee der schwedische Künstler Brynolf Wennerberg ein Jugendstil-Plakat entwarf. Unter dem umgangssprachlichen Namen „Ibsen-Tournee“ bekannt, erlangte Heines Ensemble internationales Ansehen. Heine gilt als Wegbereiter Ibsens ebenso wie als Begründer einer neuen Regie und Entdecker von Frank Wedekind.
Auf der Internationalen Ausstellung für Musik- und Theaterwesen in Wien (1892) präsentierte Heine ein Modell deutscher Wanderbühnen. Eine theoretische Bilanz zog er 1894 in Das Theater in Deutschland und vertiefte sie 1904 in Herren und Diener der Schauspielkunst.
Gemeinsam mit Walter Harlan, Kurt Martens, Hans von Weben und Franz Adam Beyerlein gründete Heine 1895 die Literarische Gesellschaft Leipzig, die zeitgenössische Autoren durch Lesungen und szenische Interpretationen förderte. Nach internen Differenzen führte Heine sein Ibsen-Theater 1898 selbständig weiter und unternahm zwischen 1897 und 1902 insgesamt sechs In- und Auslandstourneen. Zum Ensemble zählten unter anderen Helene Riechers, Lotte Caroline Medelksy und Frank Wedekind, dessen Der Erdgeist am 25. Februar 1898 im Leipziger Krystallpalast Premiere hatte und in der Neuinszenierung vom 24. Juni 1898 große Erfolge erzielte. 1900 engagierte Heine den jungen Leopold Jessner und führte ihn in die Regie ein.
Nach Auflösung des Dr. Heine-Ensembles wechselte Heine 1901 an das von Alfred von Berger geleitete Deutsche Schauspielhaus Hamburg, wo er bis 1906 wirkte und Franziska Elmenreich zum Ruf einer Ibsen-Ikone verhalf. 1906 erhielt er einen Gastregievertrag am Schauspielhaus Frankfurt am Main. Dort inszenierte er 1907 erneut Der Ergeist von Wedekind. 
1911 wurde Heine zum ersten Vorsitzenden der neu gegründeten Vereinigung künstlerischer Bühnenvorstände gewählt. Ab 1912 arbeitete er am Deutschen Theater Berlin, vornehmlich als Regisseur unter Max Reinhardt und Lehrer an dessen Schauspielschule. Er unterrichtete in den Fächern Rollenstudium und Ensemblespiel. Legendär wurde seine Neuinszenierung von Wedekinds Lulu-Stoff als Die Büchse der Pandora (1928) mit Gertrud Eysoldt am Kleinen Schauspielhaus. 1923 unternahm er mit einer kurzlebigen „Carl Heine-Märchenbühne“ in Berlin einen letzten Selbstständigkeitsversuch.
Als Pädagoge und Standesvertreter verlieh Carl Heine dem Regieberuf ein neues künstlerisch-schöpferisches Selbstverständnis, dessen interpretative Kraft das deutschsprachige Theater des 20. Jahrhunderts maßgeblich prägte.

## Regie (Auswahl)
- 1907: Der Erdgeist von Frank Wedekind, Schauspielhaus Frankfurt am Main
- 1916: Jonathans Töchter von Langdon Mitchell, Kammerspiele des Deutschen Theaters Berlin
- 1916: Das Konzert, Kammerspiele des Deutschen Theaters Berlin
- 1916: Tobias Buntschuh von Carl Hauptmann, Deutsches Theater Berlin
- 1917: Das Lumpengesindel von Ernst von Wolzogen, Volksbühne
- 1918: Rosmersholm von Henrik Ibsen, Kammerspiele des Deutschen Theaters Berlin
- 1918: Die Büchse der Pandora, basierend auf Der Erdgeist von Frank Wedekind, Kleines Schauspielhaus, Berlin

## Publikationen (Auswahl)
- Johannes Velten - Ein Beitrag zur Geschichte des deutschen Theaters im XVII. Jahrhundert. Druck von Ehrh. Karras, 1887.
- Der Roman in Deutschland von 1774 bis 1778. Niemeyer, 1892.
- Das Theater in Deutschland. Seine geschichtliche Entwicklung und historische Bedeutung bis zur Gegenwart. Richard Lessner, 1894. ISBN 978-1160377225 (Neuauflage: Kessinger Publishing, 2010)
- Das Schauspiel der deutschen Wanderbühne vor Gottsched. Niemeyer, 1889.
- Herren und Diener der Schauspielkunst. Kriebel, 1905.
- Mein Ibsen-Theater: Erinnerungen. Velhagen & Klasing, 1925.

### Nachrufe
- Ferdinand Gregori: Nachruf, in: Die Scene. Blätter für Bühnenkunst, Jg. 17 (1927), S. 97 f.
- Leopold Jessner: Carl Heine, in: Die Scene. Blätter für Bühnenkunst, Jg. 17 (1927), S. 99 f.
- Leopold Jessner: Dem verstorbenen Carl Heine Worte des Gedenkens, in: Die Literatur, Bd. 29 (1926/27), S. 532.
- Leopold Jessner: Grabrede auf Carl Heine am 21.03.1927, in: Hugo Fetting (Hrsg.): Leopold Jessner. Schriften. Theater in den zwanziger Jahren, Berlin 1979, S. 196 f.
- N.N.: Verstorbene des März 1927, in: Deutsches Bühnen-Jahrbuch. Theatergeschichtliches Jahr- und Adressenbuch, Bd. 39 (1928), S. 105 f.